# M-line club
M-line club(엠-라인 클럽)은 모닝구무스메와 헬로! 프로젝트를 졸업한 멤버들이 속한 업프런트 그룹에 소속된 팬클럽 이름이다. 운영 회사는 업프런트 크리에이트.

## 멤버
- 나카자와 유코
- 야스다 케이
- 이이다 카오리
- 야구치 마리
- 이시카와 리카
- 쯔지 노조미
- 다카하시 아이
- 미치시게 사유미
- 다나카 레이나
- 스도우 마아사
- 나츠야키 미야비
- 쿠마이 유리나
- 야지마 마이미
- 나카지마 사키
- 스즈키 아이리
- 후쿠무라 미즈키
- 타케우치 아카리
- 카츠다 리나
- 이이쿠보 하루나
- 이시다 아유미
- 사토 마사키
- 미야자키 유카
- 미야모토 카린
- 우에무라 아카리
- 사사키 리카코
- 이나바 마나카
- 모리토 치사키
- 오제키 마이
- 야마기시 리코

## 그룹 · 유닛
- 드림 모닝구무스메
- 애프터눈무스메
- 온가쿠갓타스
- HANGRY&ANGRY
- ABCHO
- LoVendoЯ
- PINK CRES.
- 타이야키 타베타노 난데?
- SIOOM (from M-line Music)

## 같이 보기
- 헬로! 프로젝트
- 모닝구무스메
- Gatas Brilhantes H.P.
- 마츠우라 아야
- Bitter & Sweet